# Kamiona (przystanek kolejowy)
Kamiona – nieczynny kolejowy przystanek osobowy na linii nr 305 w Ceberze, w województwie dolnośląskim, w Polsce.